# Petrova vyhlídka
Petrova vyhlídka, známá též jako vyhlídka Petra Velikého, se nachází na Petrově výšině v nadmořské výšce 489 m západně nad centrem města Karlovy Vary. V těsné blízkosti vyhlídky je kamenná busta Petra I. Velikého, která byla osazena v roce 1877 a připomíná návštěvu ruského cara v Karlových Varech.

## Historie
Pravděpodobně již od 16. století stával na místě dnešní vyhlídky dřevěný kříž. Ruský car Petr I. Veliký se během svého druhého léčebného pobytu v Karlových Varech v roce 1712 vsadil, že k tomuto kříži vyjede na neosedlaném koni. V té době v lesích nevedly stezky a car musel stoupat nepřístupným skalnatým terénem. Výstup se mu dne 11. listopadu zdařil a jako důkaz své přítomnosti vyryl do onoho dřevěného kříže iniciály MSPI (manu sua Petrus Imperator – vlastní rukou vladař Petr).
Někdy poté bylo místo u kříže nazváno Petrova výšina, bylo upraveno na vyhlídku a zpřístupněno schodištěm. V roce 1877 byla na skále pod křížem osazena busta Petra Velikého od pražského sochaře Tomáše Seidana. V roce 1991 byl krucifix nahrazen prostým jednoduchým dřevěným křížem. V roce 2011, u příležitosti 300. výročí prvního příjezdu Petra Velikého do lázní, opravil bustu ruský investor. Společnost Lázeňské lesy Karlovy Vary obnovila kříž a zrekonstruovala vyhlídkové ochozy a přístupové schodiště. Kříž byl dne 24. září 2011 v rámci slavností Petra I. vysvěcen duchovním Janem Křivkou.

## Popis
Petrova vyhlídka s křížem se nachází v lese ve stráni západně nad centrem města v blízkosti restaurace Myslivna, nedaleko od Jeleního skoku a nad Mayerovým glorietem. Vyhlídka spolu s křížem, vyhlídkovým rondelem, bustou ruského cara Petra I. Velikého a Mayerovým glorietem tvoří tzv. Petrovu výšinu.
V těsné blízkosti vyhlídky je nově upravený památník vnučky Marie Terezie Marie Terezie Burbonské.

## Fotogalerie

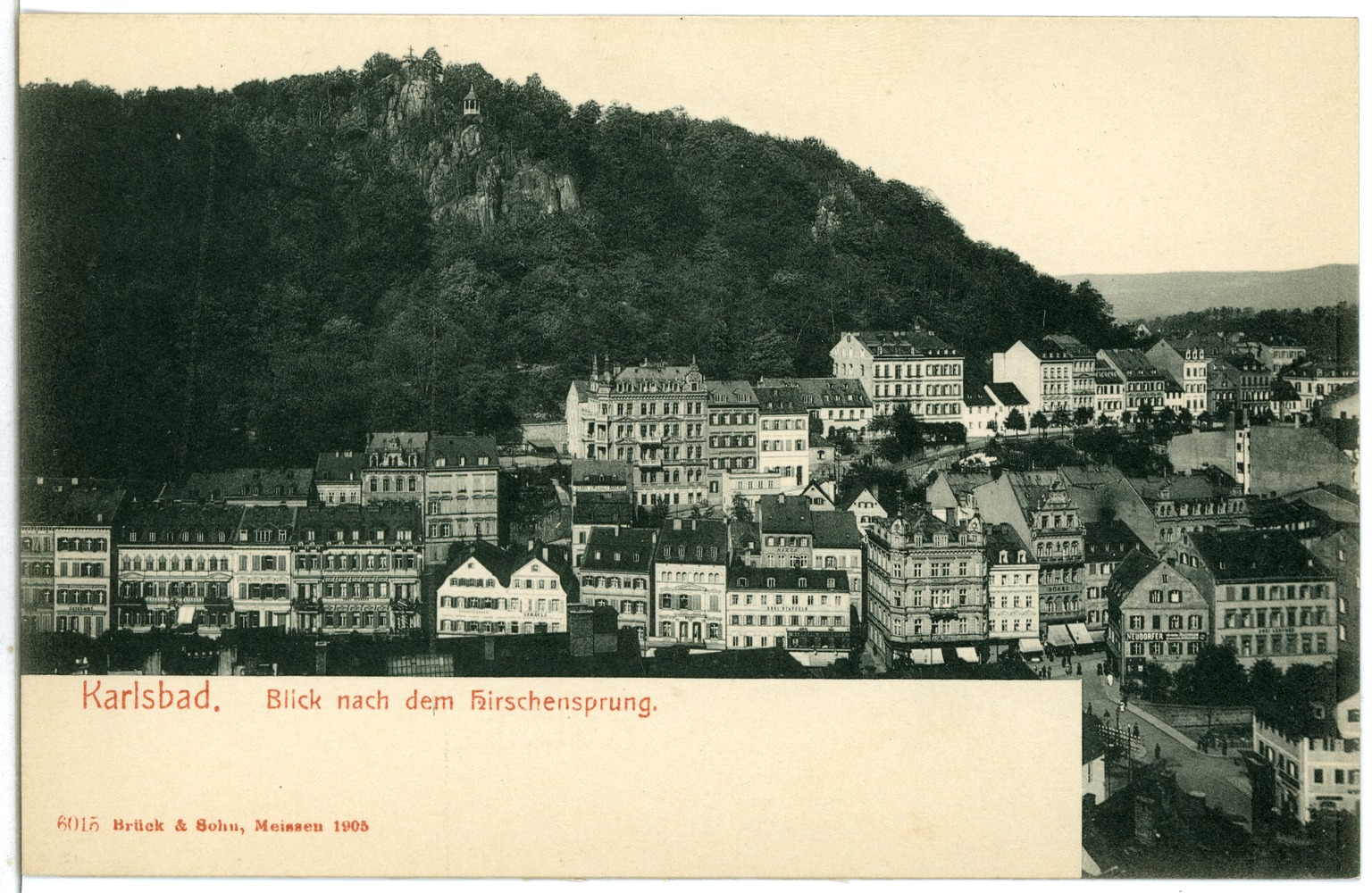
Petrova vyhlídka (zcela nahoře) v roce 1905
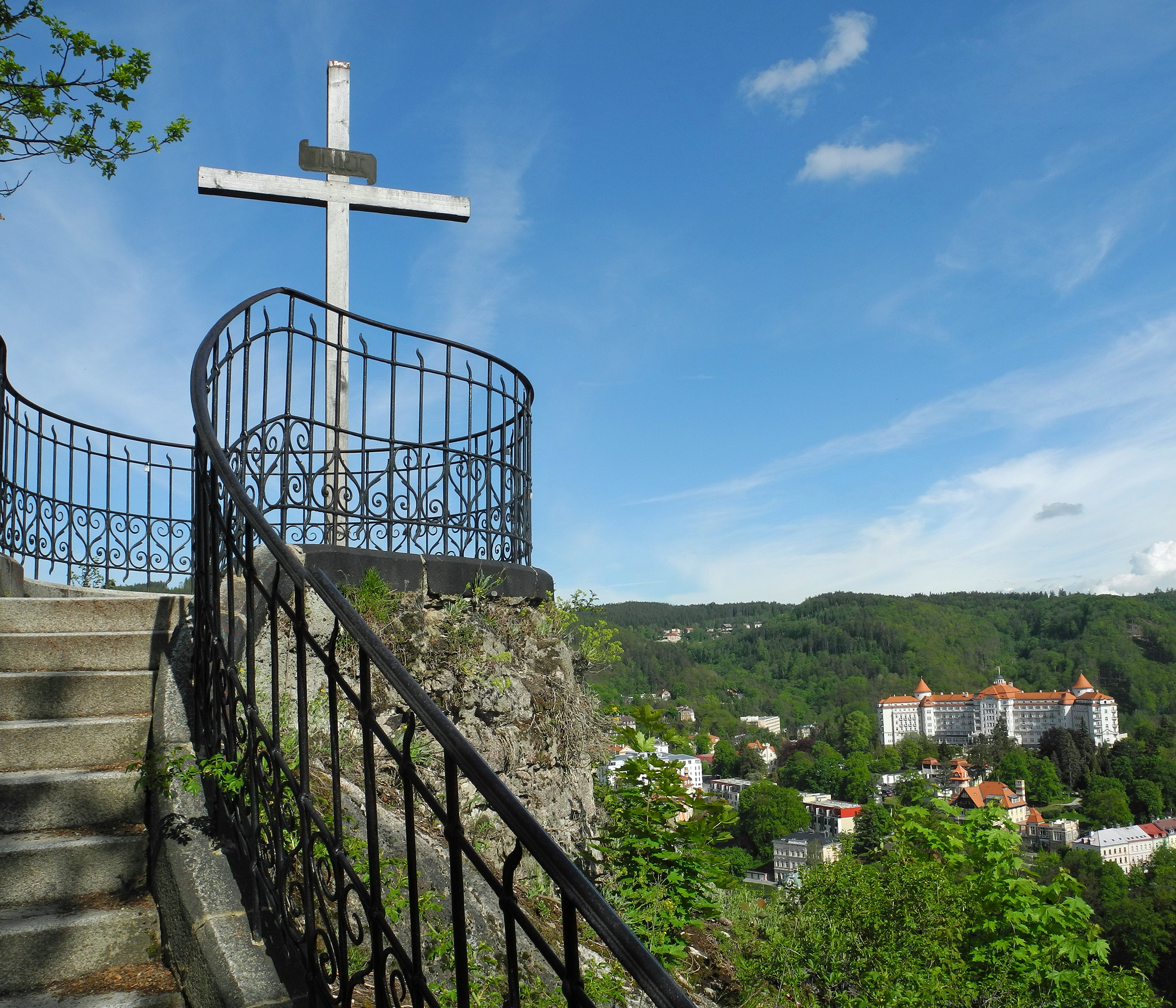
Petrova vyhlídka, v pozadí hotel Imperial, květen 2019
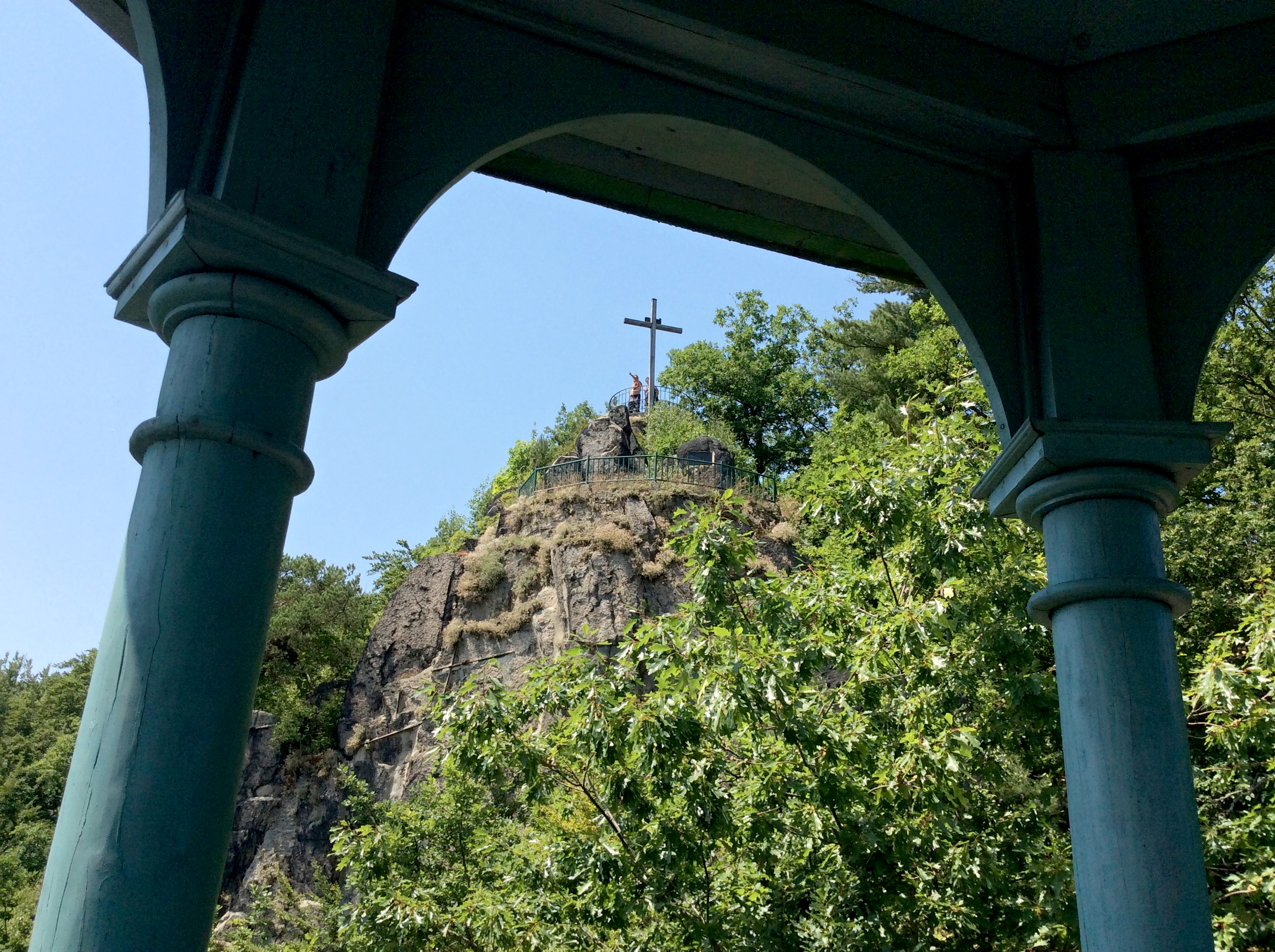
Petrova vyhlídka z Mayerova glorietu, červenec 2015
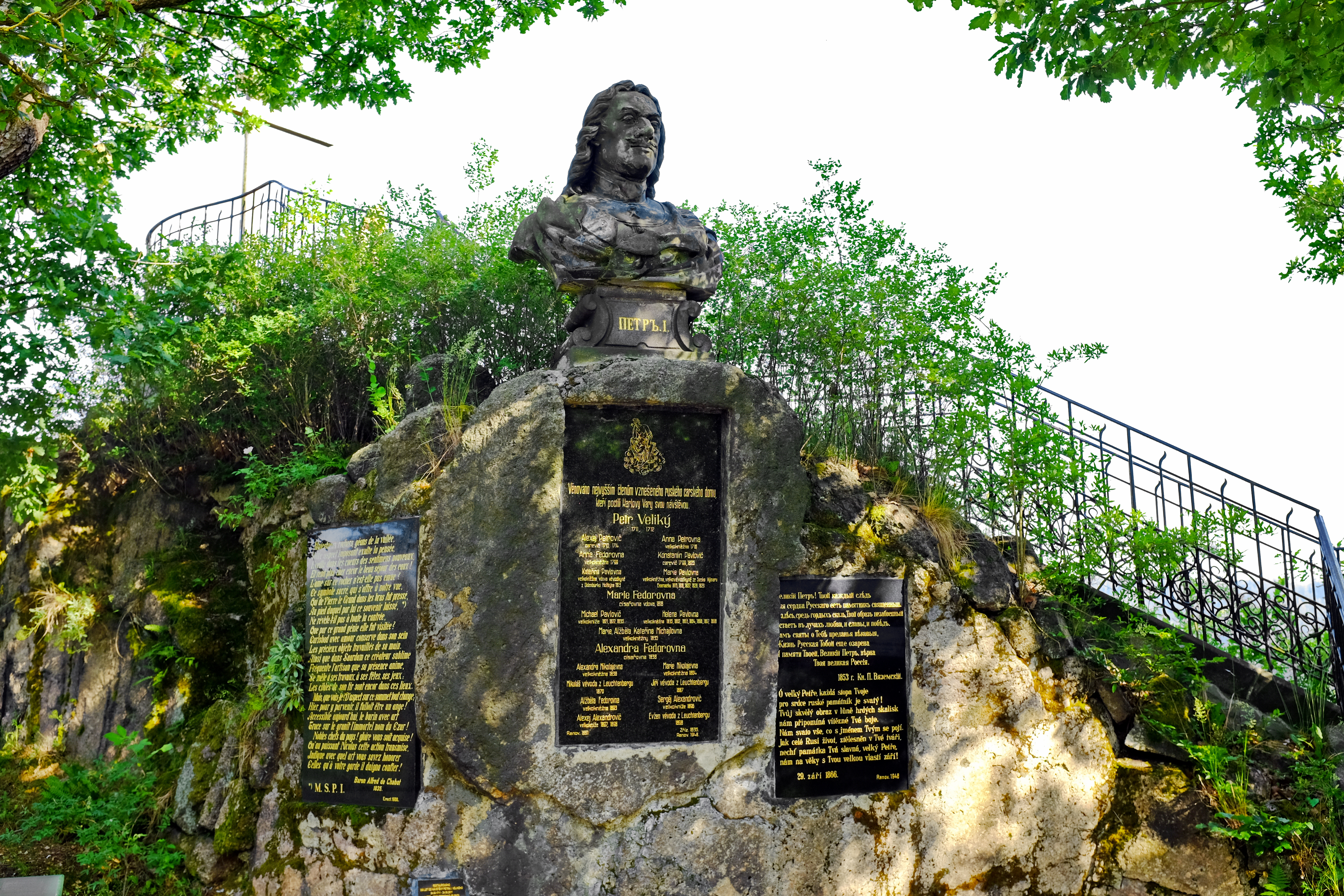
Busta Petra Velikého, červen 2019
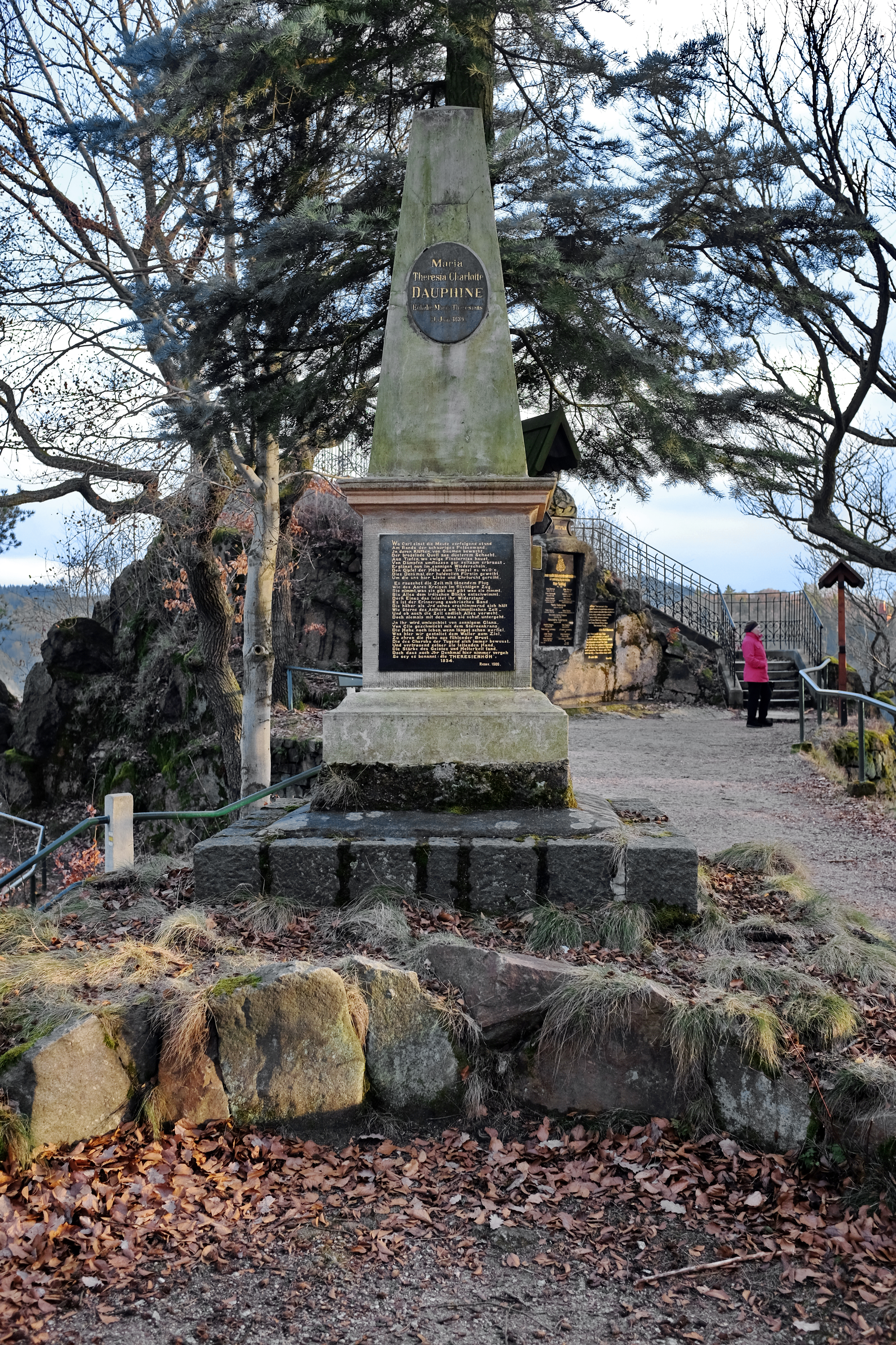
Pomník Marie Terezie Bourbonské, březen 2017